# Las Haciendas, Hidalgo
Las Haciendas är en ort i Mexiko.   Den ligger i kommunen Apan och delstaten Hidalgo, i den sydöstra delen av landet, 80 km öster om huvudstaden Mexico City. Las Haciendas ligger 2 467 meter över havet och antalet invånare är 233.
Terrängen runt Las Haciendas är kuperad norrut, men söderut är den platt. Runt Las Haciendas är det ganska tätbefolkat, med 104 invånare per kvadratkilometer. Närmaste större samhälle är Apan, 1,6 km öster om Las Haciendas. Trakten runt Las Haciendas består till största delen av jordbruksmark.